# Chatt-el-Arab
Le Chatt-el-Arab (arabe : شط العرب) ou Chott-el-Arab (« La rive des Arabes ») ou Arvandroud (appelée اروندرود : arvandrūd en persan) est le principal chenal du delta commun du Tigre et de l'Euphrate. Il débouche sur le golfe Persique après un parcours de 200 km. Sur la partie aval de son parcours, il constitue la frontière entre l'Irak et l'Iran.

## Situation géomorphologique
Il débute à la confluence du Tigre et l'Euphrate, au niveau d'une ville nommée Al-Qurnah, à environ 100 km au nord-ouest de Bassorah, en Irak. Son principal affluent est un fleuve iranien, le Karoun, qui descend des monts Zagros. À la fin de son parcours, il se jette dans le golfe Persique au niveau de la ville de Fao.
Sur toute sa longueur, il subit l'influence des marées du golfe Persique. Le Chatt-el-Arab est en fait le chenal principal d'un delta. Il est bordé par les marécages de Basse Mésopotamie, qui incluent des lacs tels que le Hor el-Hammar.

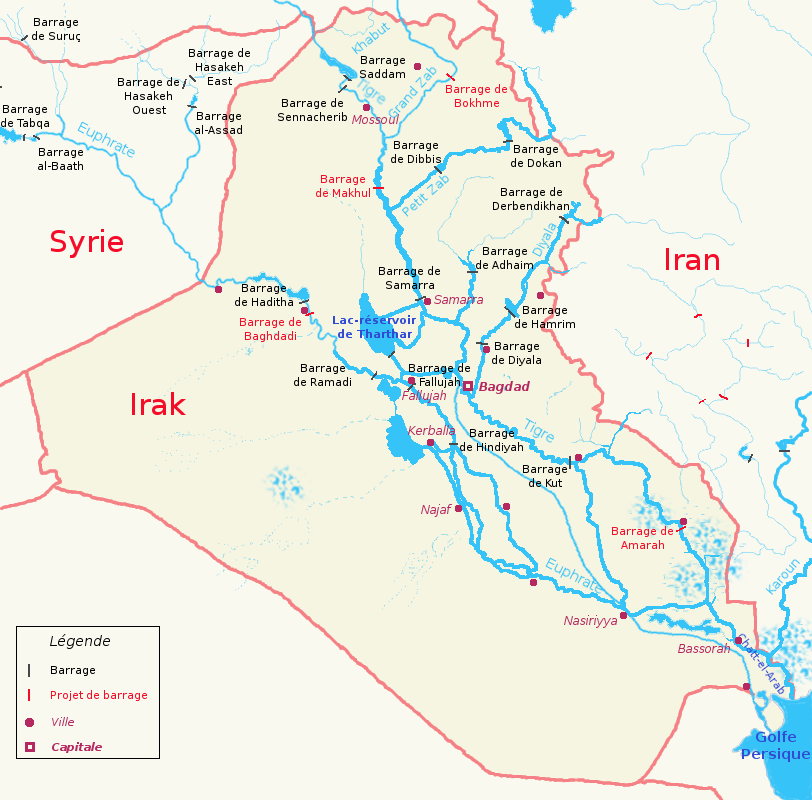
En bas à droite de la carte, le Chatt-el-Arab, estuaire commun au Tigre et à l'Euphrate
Cliquer sur l'image pour l'agrandir

## Situation géopolitique

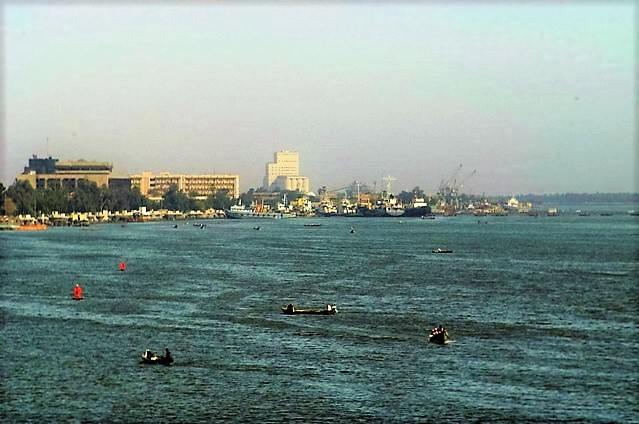
Chatt-el-Arab à proximité de Basra, Irak.

La partie la plus en aval du Chatt-el-Arab constitue la frontière entre l'Irak et l'Iran. Sur ses rives se trouvent plusieurs ports accessibles aux navires de haute mer. Du côté irakien, Bassorah (Basra), deuxième ville d'Irak, située à plus de 100 km du golfe Persique, et Fao, port en eau profonde situé au débouché sur le Golfe, sont accessibles aux pétroliers. Du côté iranien se trouvent Khorramchahr et surtout Abadan, connue pour son immense raffinerie.

## Histoire
Les rives du Chatt-el-Arab ont été habitées depuis l'Antiquité par des populations qui très tôt ont utilisé les roseaux des marécages, ainsi que les limons du fleuve, notamment pour la construction.
En 1855, les bas-reliefs ourartéens du palais de Sargon à Khorsabad (l'antique Dur-Sharrukin) ont disparu dans le Chatt-el Arab lorsque la flotte de la mission archéologique qui les transportait vers la France fit naufrage. Il n'en reste plus que des dessins d'Eugène Flandin, illustrant notamment la prise du grand temple de Haldi.
En vertu des accords d'Alger, signés en 1975, le chah Mohammad Reza Pahlavi obtint un partage de souveraineté sur la voie fluviale du Chatt-el-Arab en échange de son soutien à Saddam Hussein dans la répression de la rébellion kurde.
Le Chatt-el-Arab fut l'un des enjeux de la guerre entre l'Iran et l'Irak entre 1980 et 1988.

## Économie
Outre l'industrie pétrolière et les activités portuaires, l'élevage du buffle et la cueillette des roseaux sont pratiqués dans cette zone.